# Paphiopedilum
Paphiopedilum, soms ook venusschoentje genoemd, is een geslacht van voornamelijk terrestrische orchideeën.
De soorten komen voor in subtropische en tropische klimaatzones in zuidelijk China, India, Zuidoost-Azië en Oceanië.
Paphiopedilum-soorten zijn in trek bij orchideeënliefhebbers wegens hun ongewone bloemvormen en omdat ze vrij eenvoudig te kweken zijn.

## Naamgeving en etymologie
- Synoniemen: Cordula Raf. 1838, Stimegas Raf. 1838, Menephora Raf. 1838

De botanische naam Paphiopedilum is ontleend aan Paphos, een stad op het eiland Cyprus, en van het Oudgriekse πέδιλον, pedilon (schoen).
Paphiopedilum wordt ook vaak 'venusschoentje' genoemd vanwege de schoenvormige opgezwollen lip. Paphiopedilum spicerianum wordt bijvoorbeeld ook wel aangeduid als Spicers venusschoentje.

## Kenmerken
De meeste Paphiopedilum-soorten zijn terrestrische orchideeën. Enkele soorten zijn epifytisch of lithofytisch. Ze hebben een sympodiale groeiwijze, bezitten geen pseudobulben, maar ontwikkelen telkens opnieuw stevige scheuten, elk met meerdere bladeren. De wortels zijn dik en vlezig en kunnen tot een dicht netwerk uitgroeien.
De bladeren zijn vlezig en variëren van kort en rond tot lancetvormig, dikwijls met een vlekkenpatroon. Elke stengel bloeit slechts eenmaal en sterft dan af, terwijl de nieuwe stengel reeds opschiet. De bloeiwijze is een ijle tros met één of enkele bloemen per stengel.

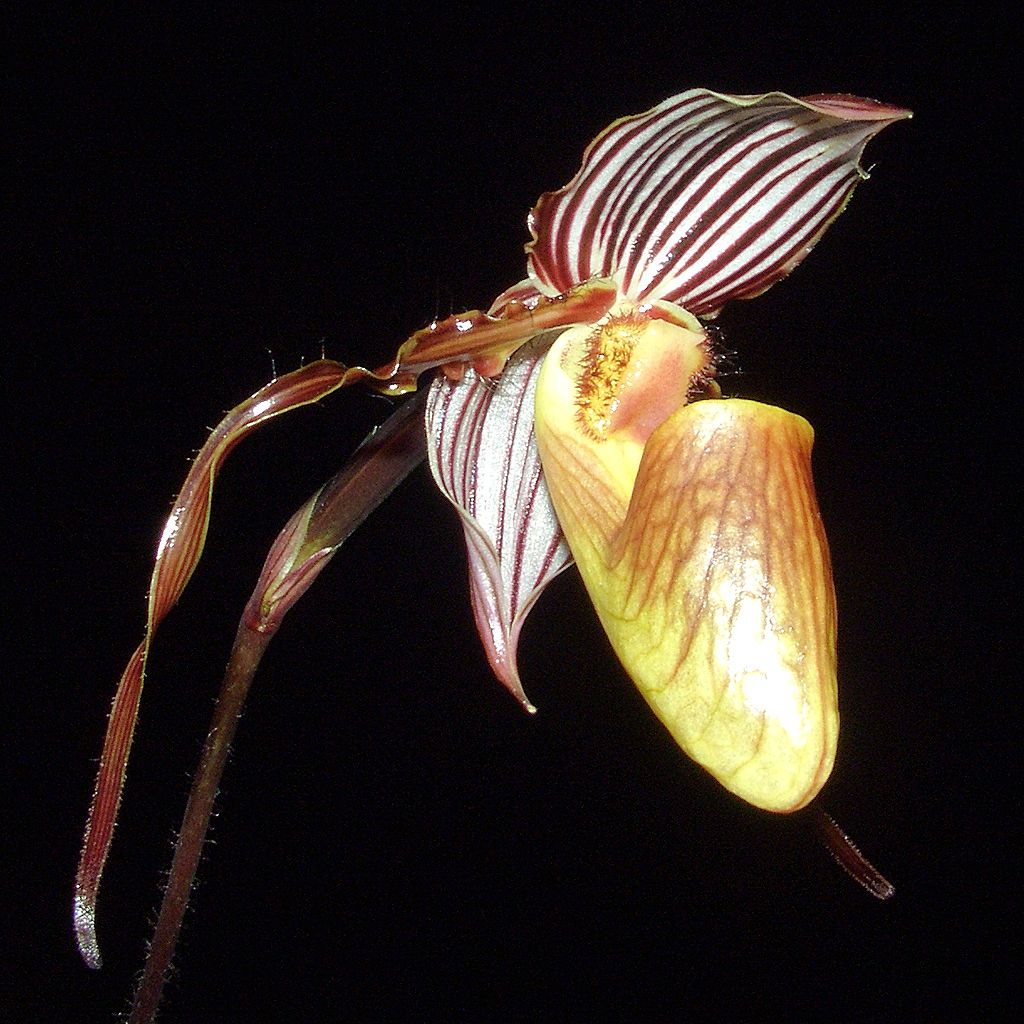
Paphiopedilum glanduliferum, detail bloem. Bemerk de opgeblazen lip, het vergrote bovenste kelkblad, de samengegroeide zijdelingse kelkbladen onderaan en de lange, gedraaide zijdelingse kroonbladen

De bloemen hebben een karakteristieke vorm. De sepalen of kelkbladen en petalen of kroonbladen zijn drietallig, maar de twee zijdelingse sepalen zijn naar beneden gebogen, met elkaar vergroeid en meestal verkleind. Het bovenste kelkblad is daarentegen sterk vergroot en dikwijls spectaculair gekleurd. De zijdelingse kroonbladen of petalen kunnen kort en rond, of langgerekt en spiraalvormig gedraaid zijn, en dikwijls nog verfraaid met vlekken en uitstulpingen. De lip is, net als bij alle andere leden van deze familie, opgeblazen tot een buidelvormige structuur met een opvallende kleur. De vorm en kleur zijn zeer gevarieerd en zijn er op gericht specifieke bestuivers aan te trekken.
De bloem bevat een gynostemium met twee fertiele meeldraden en een opvallend schildvormig staminodium.
De buidelvormige lip dient als insectenval; vliegende insecten worden gelokt door geurstoffen en de belofte van nectar in de felgekleurde bloem. Zij kunnen slechts naar buiten door een smalle opening achter het schildvormig staminodium, waar zij de stamper en de meeldraden passeren, waar ze het stuifmeel op hun lichaam krijgen. Bij een volgende bloem komt het stuifmeel dan op de stamper terecht.

## Standplaats
Paphiopedilum-soorten kunnen voor wat betreft hun standplaats in drie groepen worden opgedeeld:
- Soorten met groene bladeren die in het gebergte voorkomen, in een fris en vochtige klimaat;
- Soorten met gevlekte bladeren die op de bodem van warme, vochtige bossen zoals regenwouden voorkomen;
- Soorten met groene bladeren die in een warm klimaat in volle zon groeien

## Voorkomen
Paphiopedilum-soorten komen verspreid voor in India, zuidelijk China, Zuidoost-Azië, Nieuw-Guinea en Oceanië.

## Taxonomie
Paphiopedilum wordt tot de tribus Cypripedieae gerekend.
Er zijn sterke aanwijzingen om dit geslacht samen met Cypripedium en Phragmipedium als een monofyletische groep te beschouwen.
Er worden naargelang de taxonoom zestig tot tachtig soorten tot dit geslacht gerekend, in verschillende ondergeslachten, secties en ondersecties.

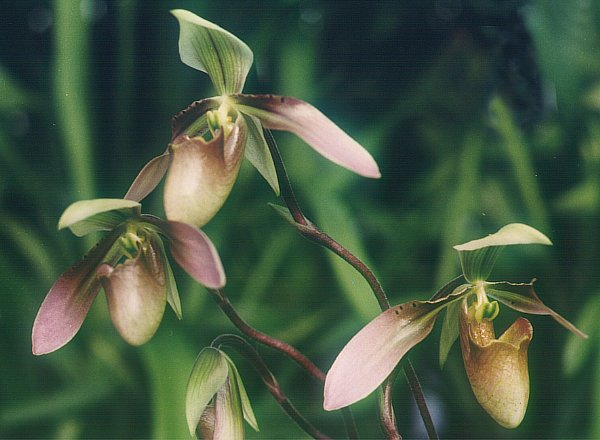
Paphiopedilum appletonianum
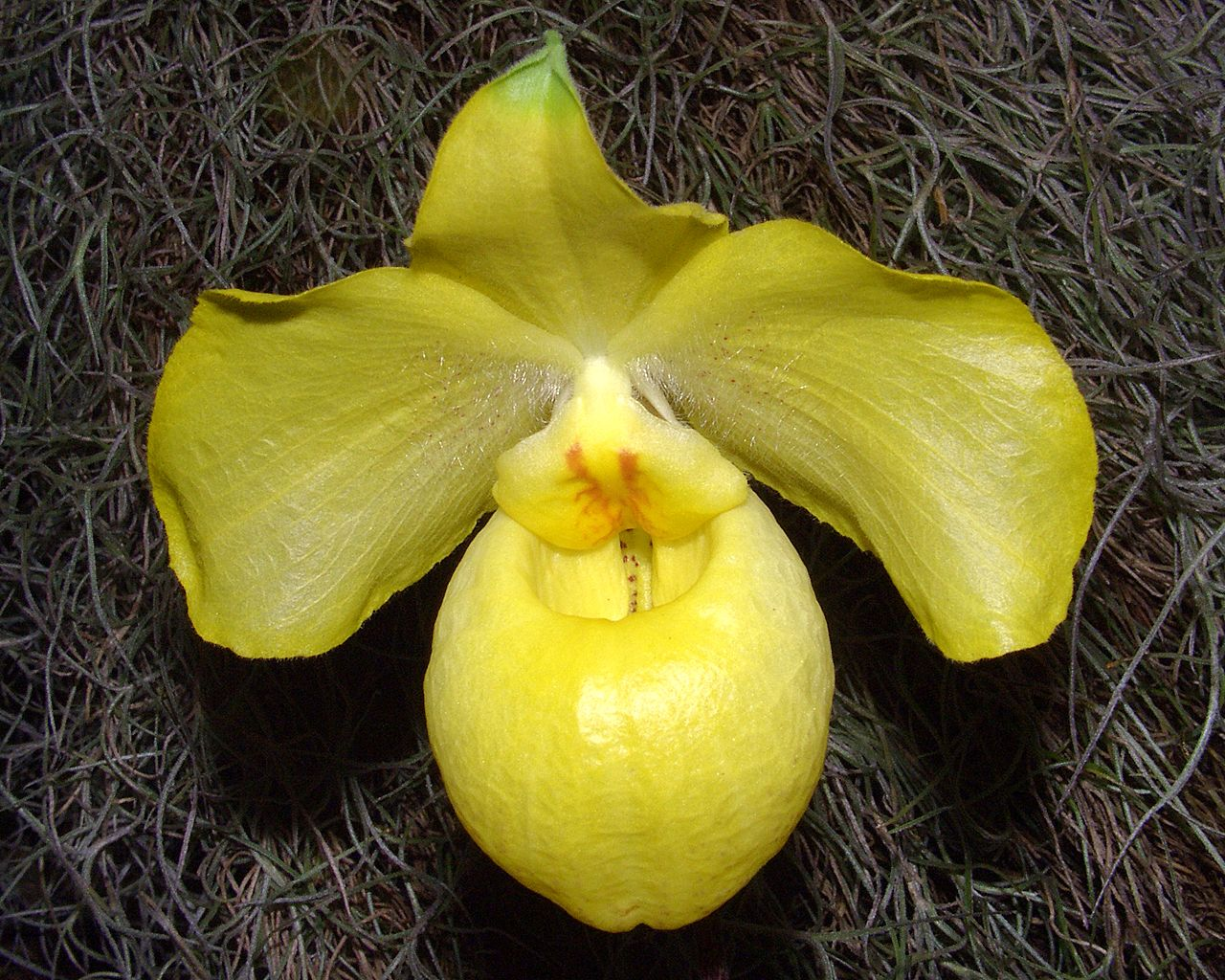
Paphiopedilum armeniacum
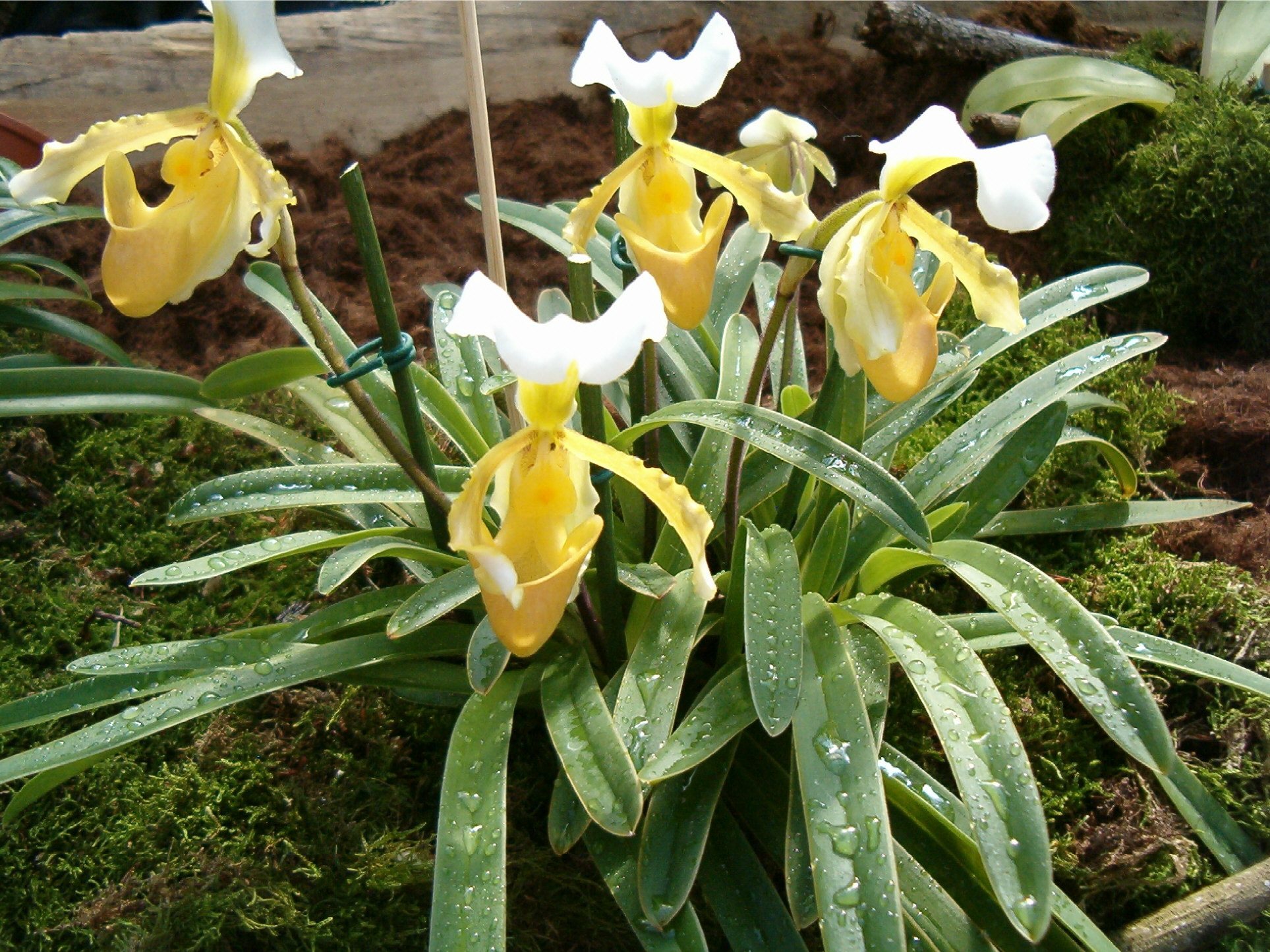
Paphiopedilum barbigerum
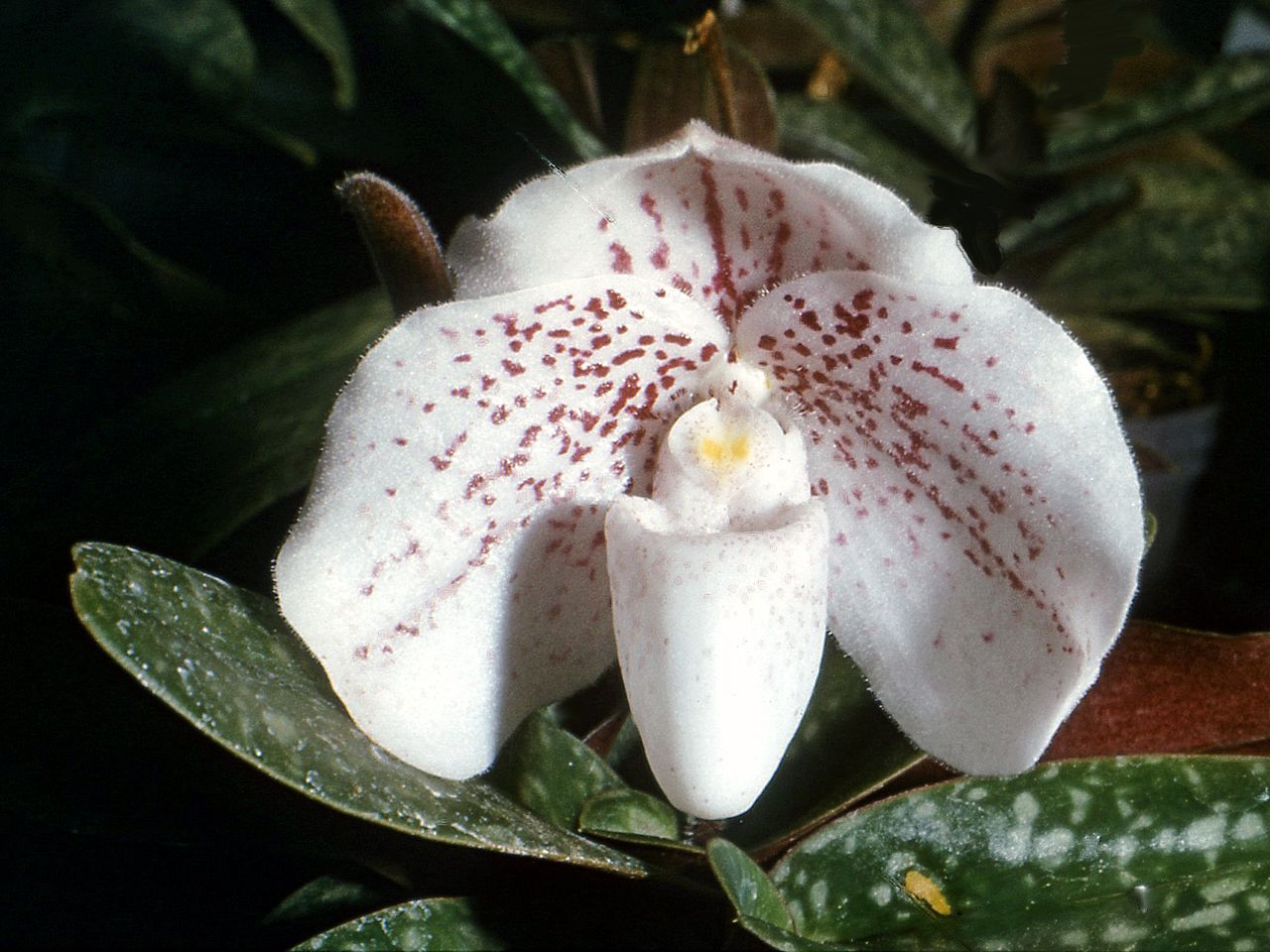
Paphiopedilum bellatulum
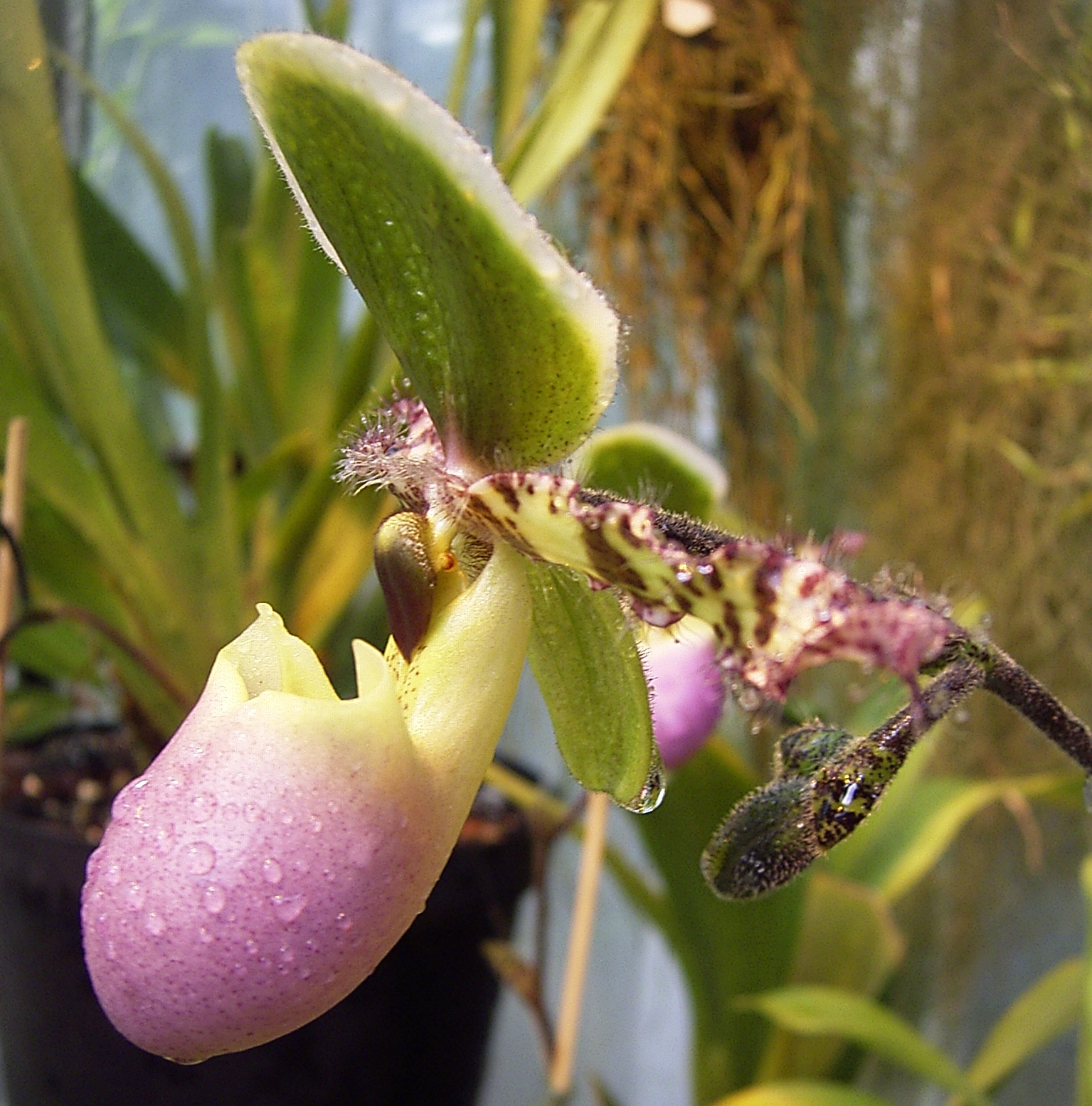
Paphiopedilum chamberlainianum
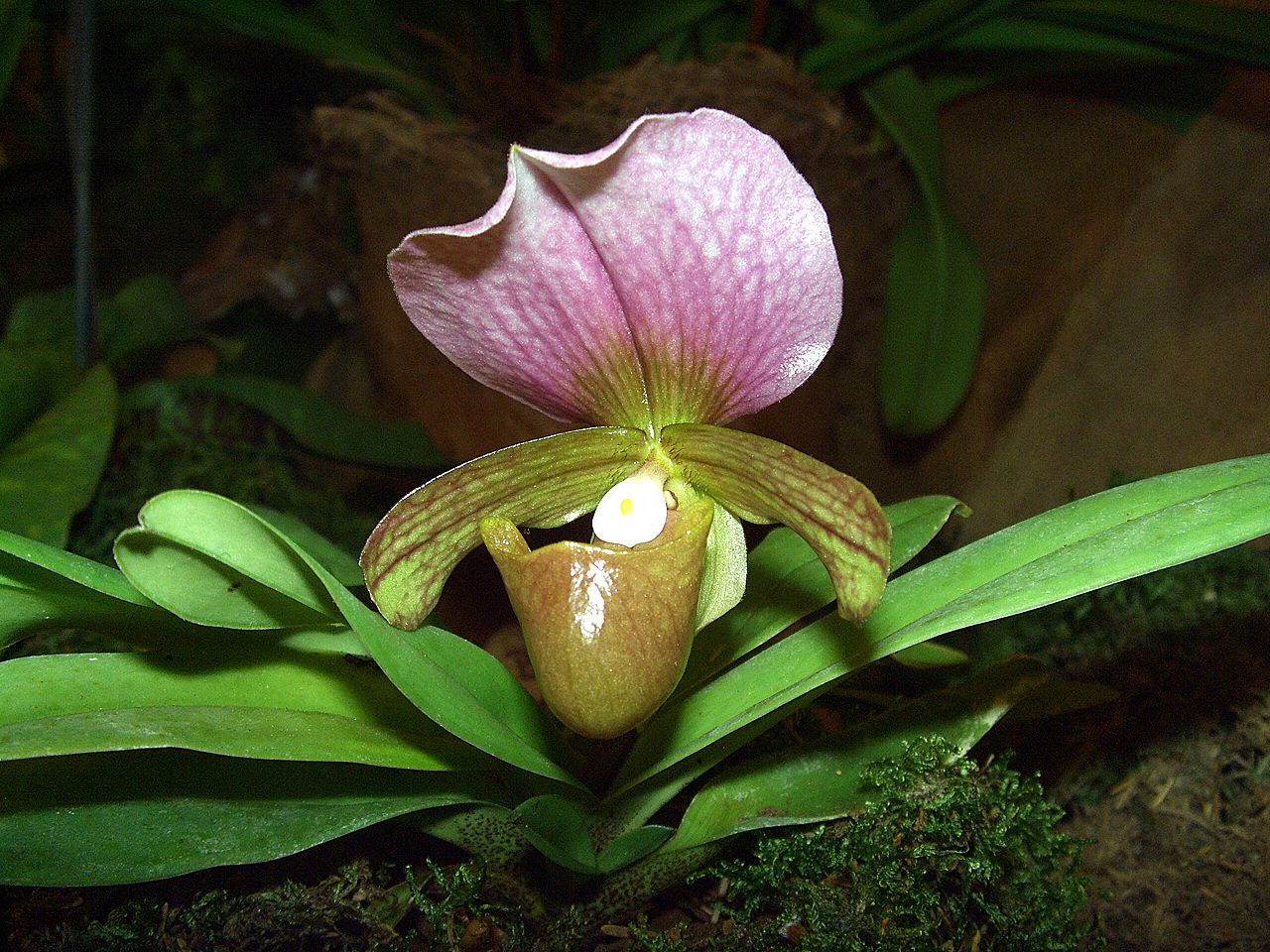
Paphiopedilum charlesworthii
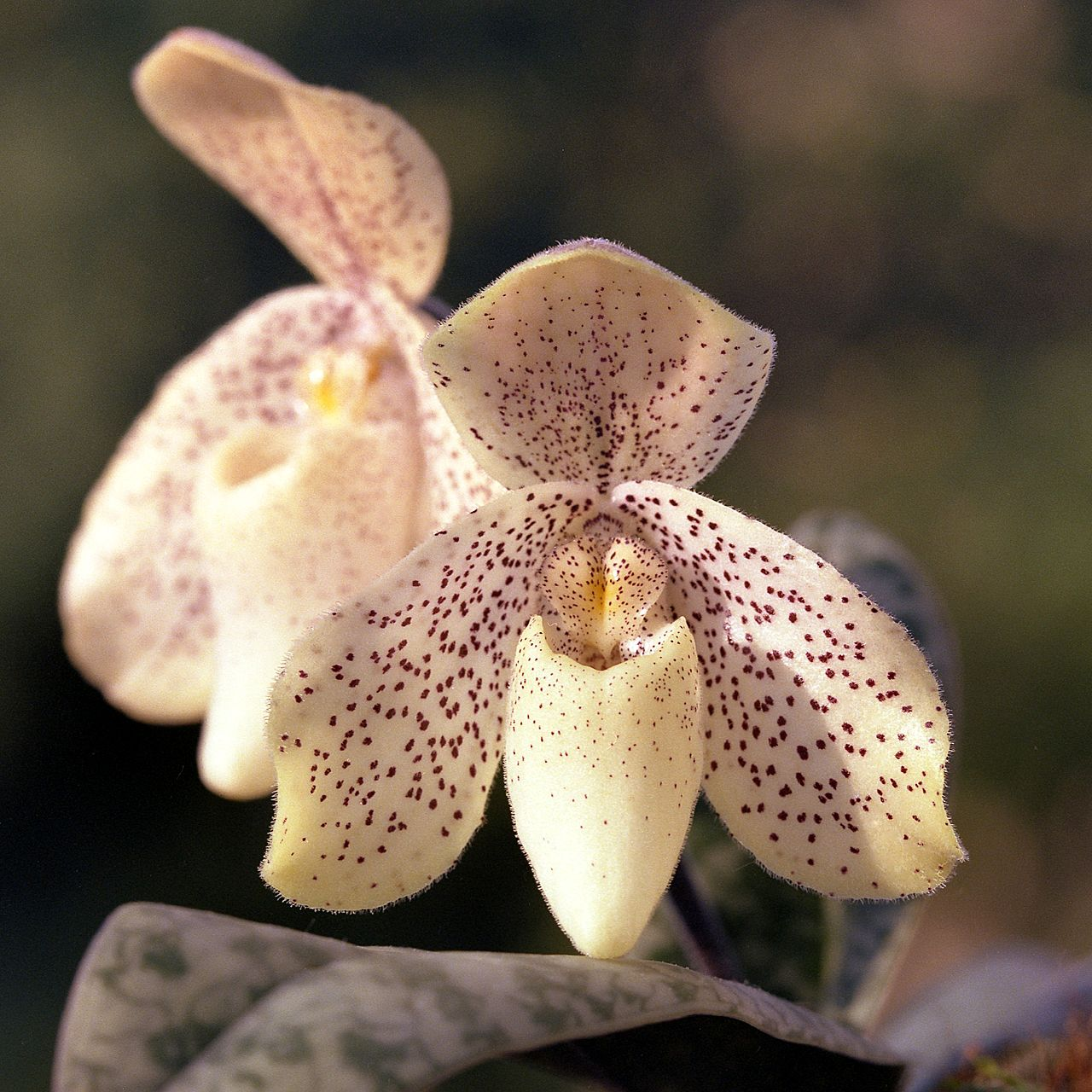
Paphiopedilum concolor
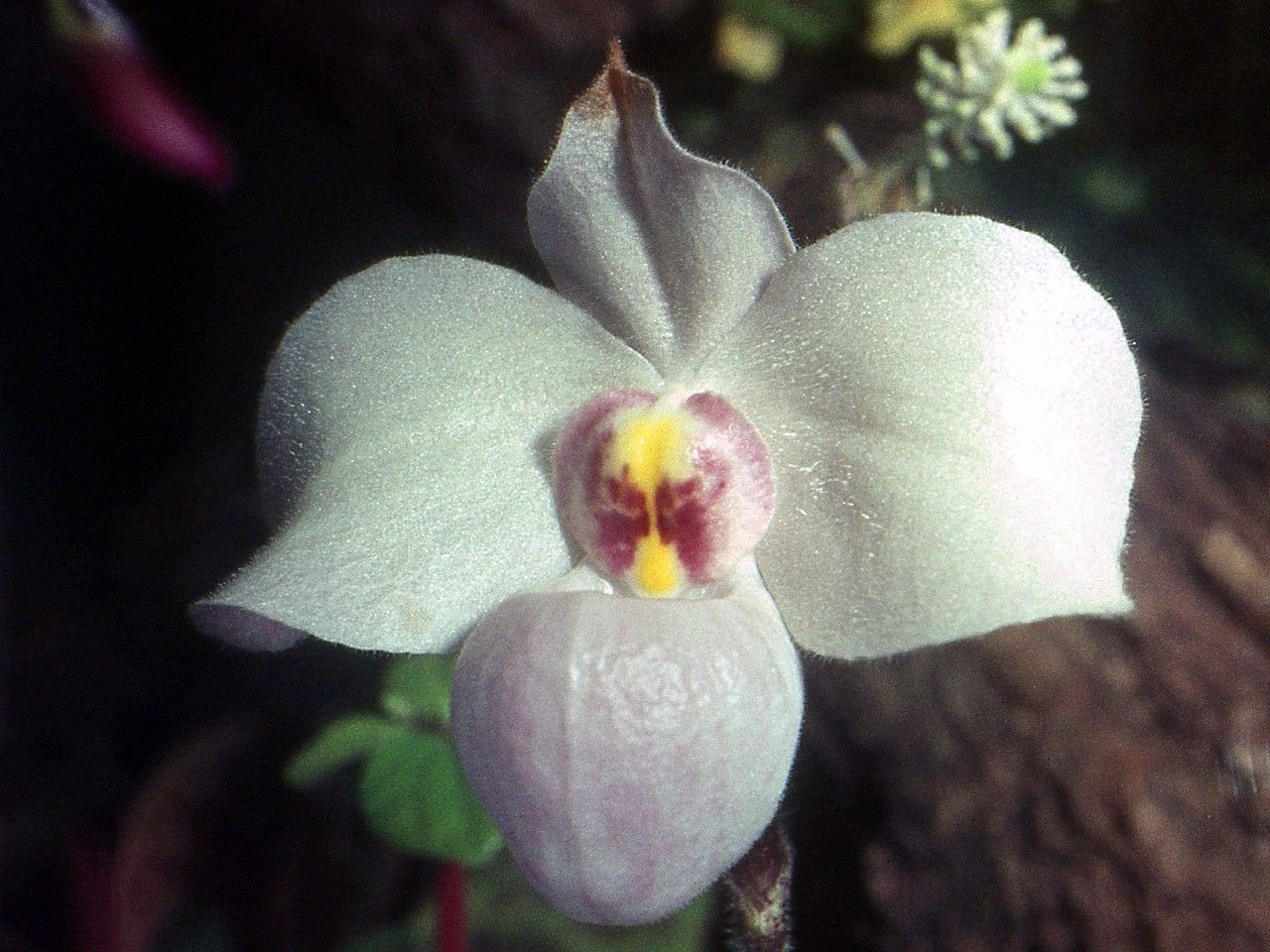
Paphiopedilum delenatii
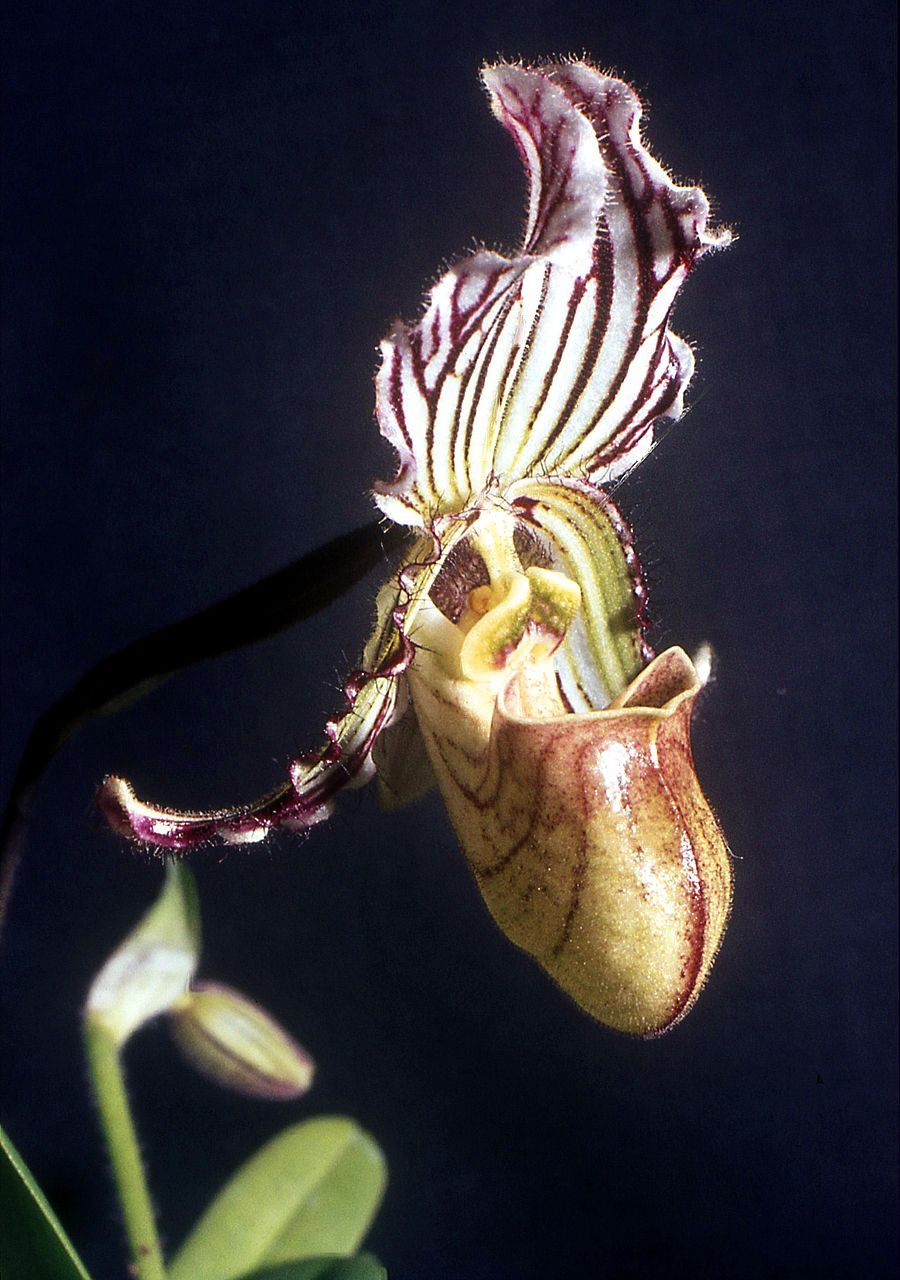
Paphiopedilum fairrieanum
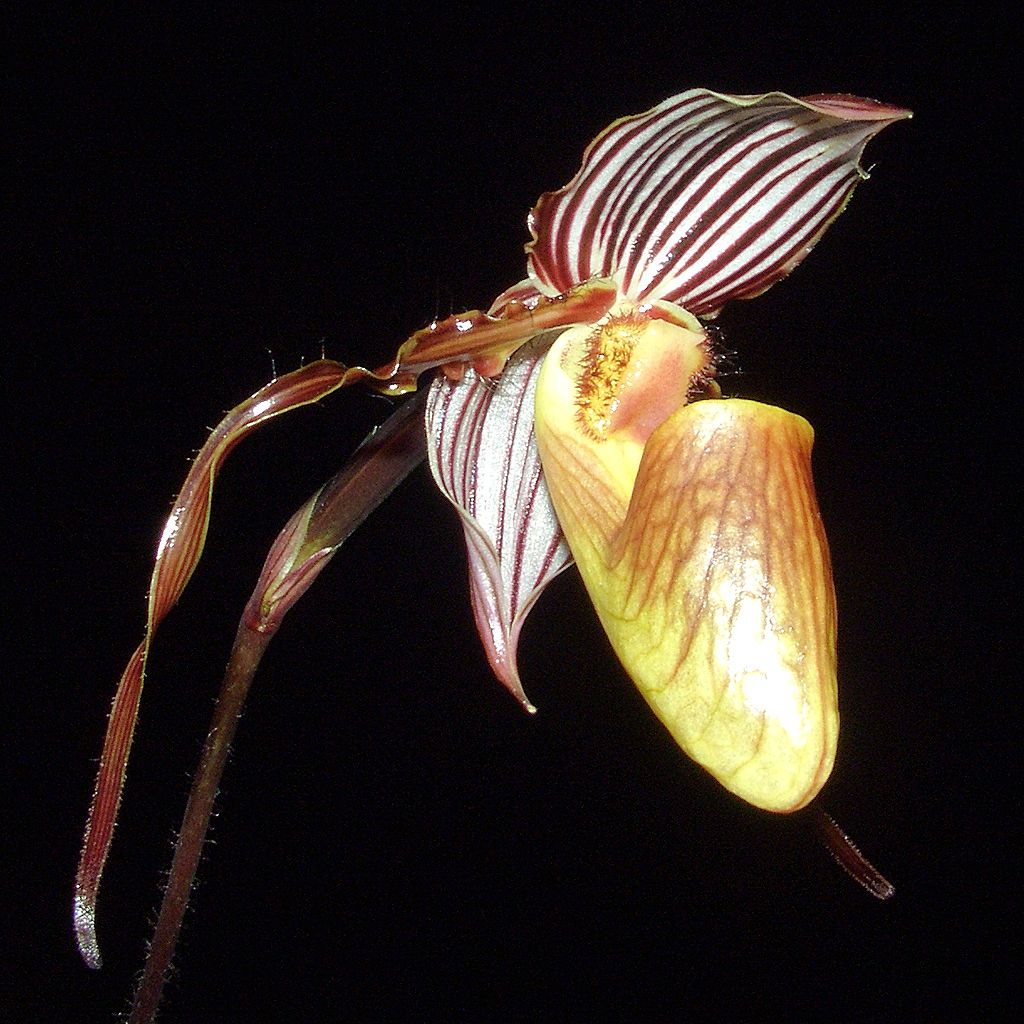
Paphiopedilum glanduliferum
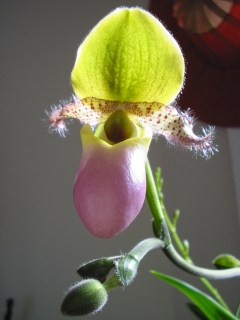
Paphiopedilum glaucophyllum
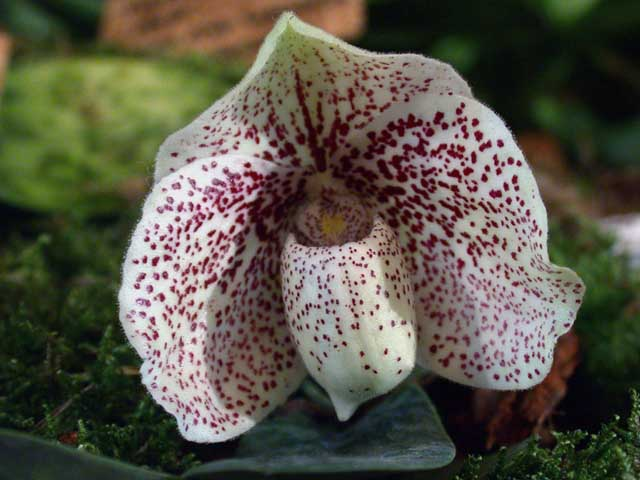
Paphiopedilum godefroyae
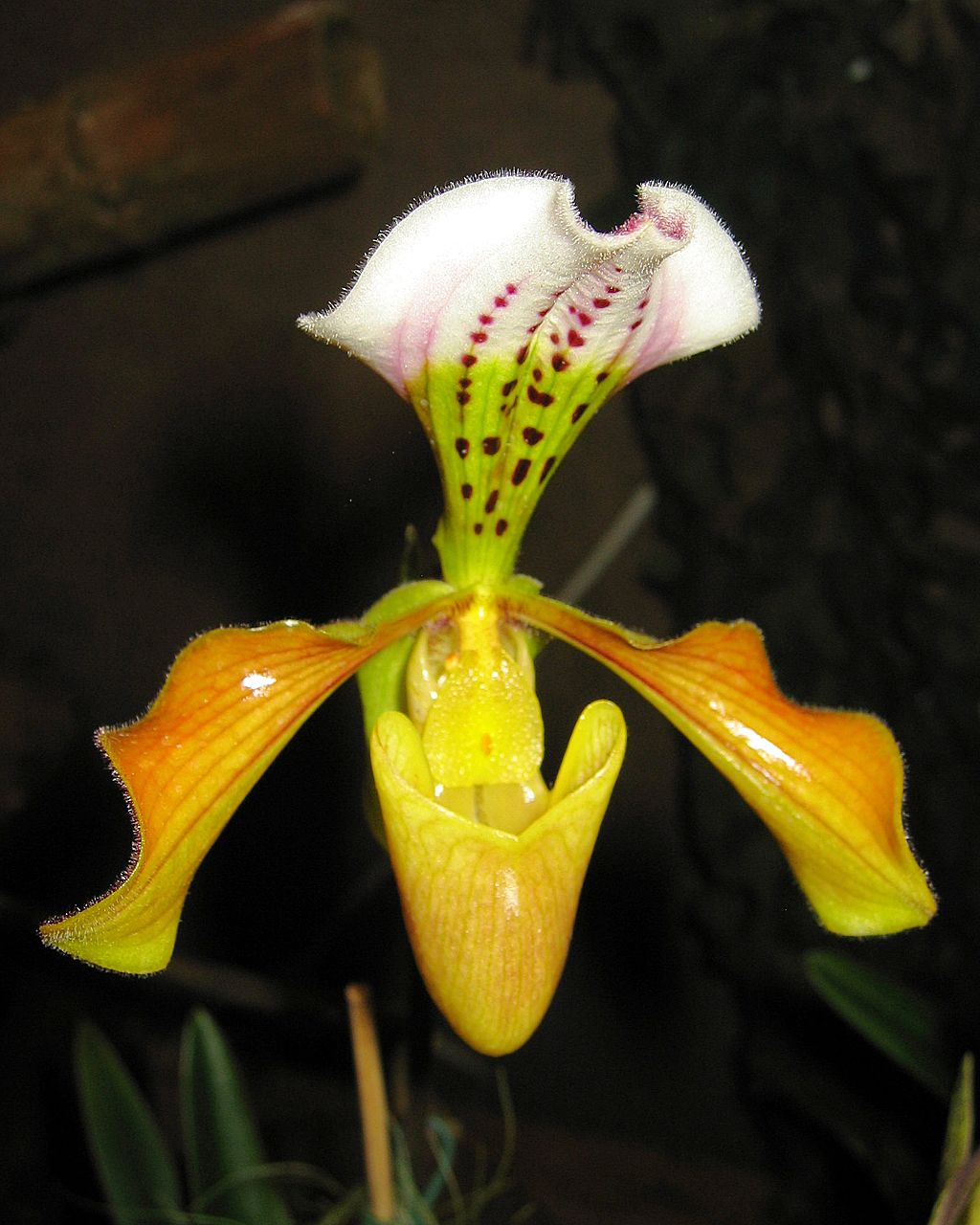
Paphiopedilum gratrixianum
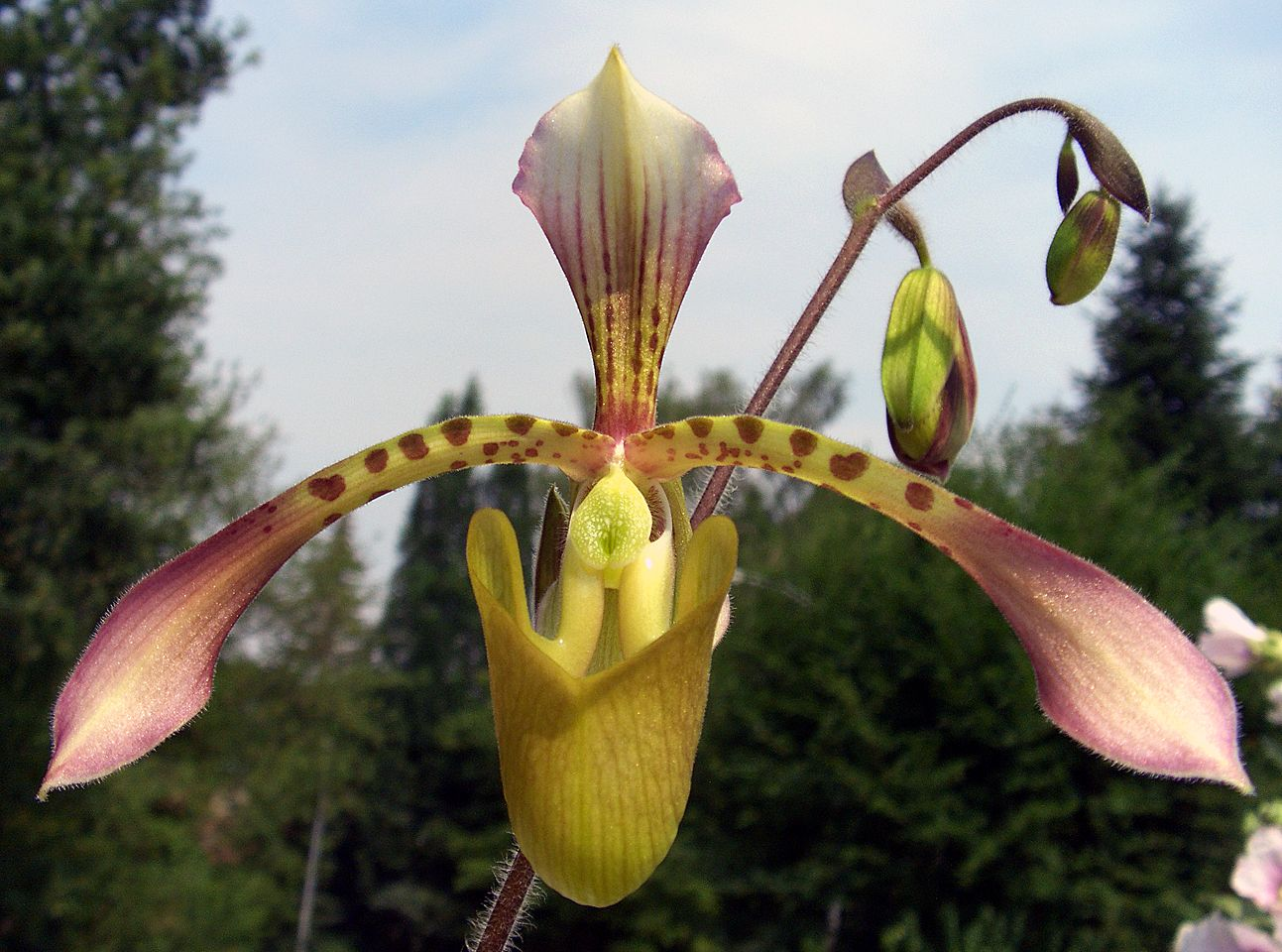
Paphiopedilum haynaldianum
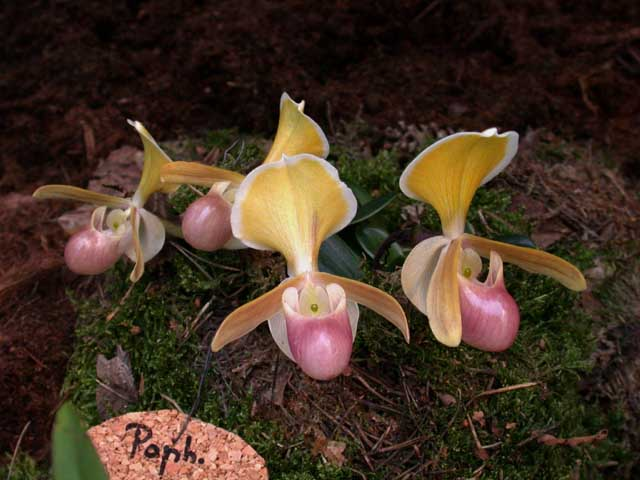
Paphiopedilum helenae
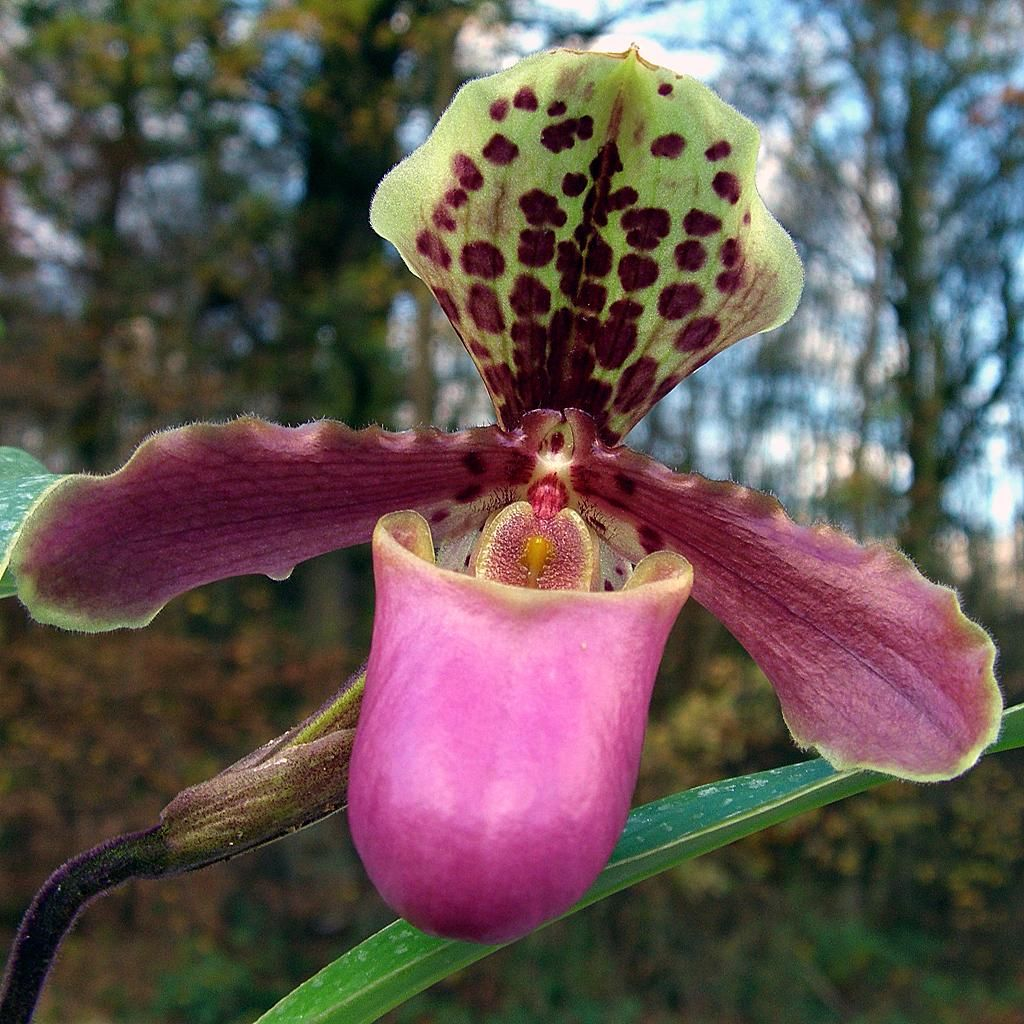
Paphiopedilum henryanum
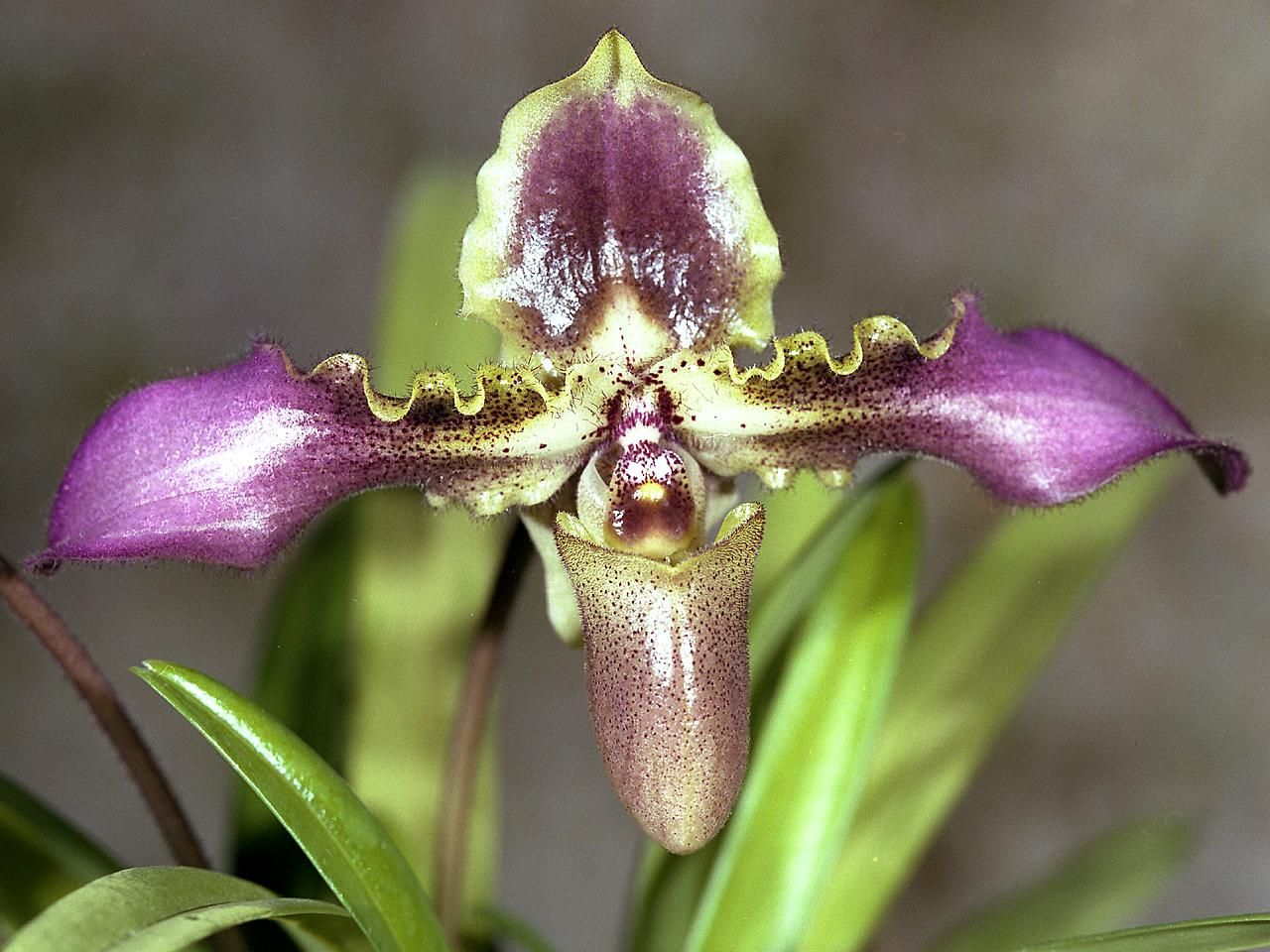
Paphiopedilum hirsutissimum
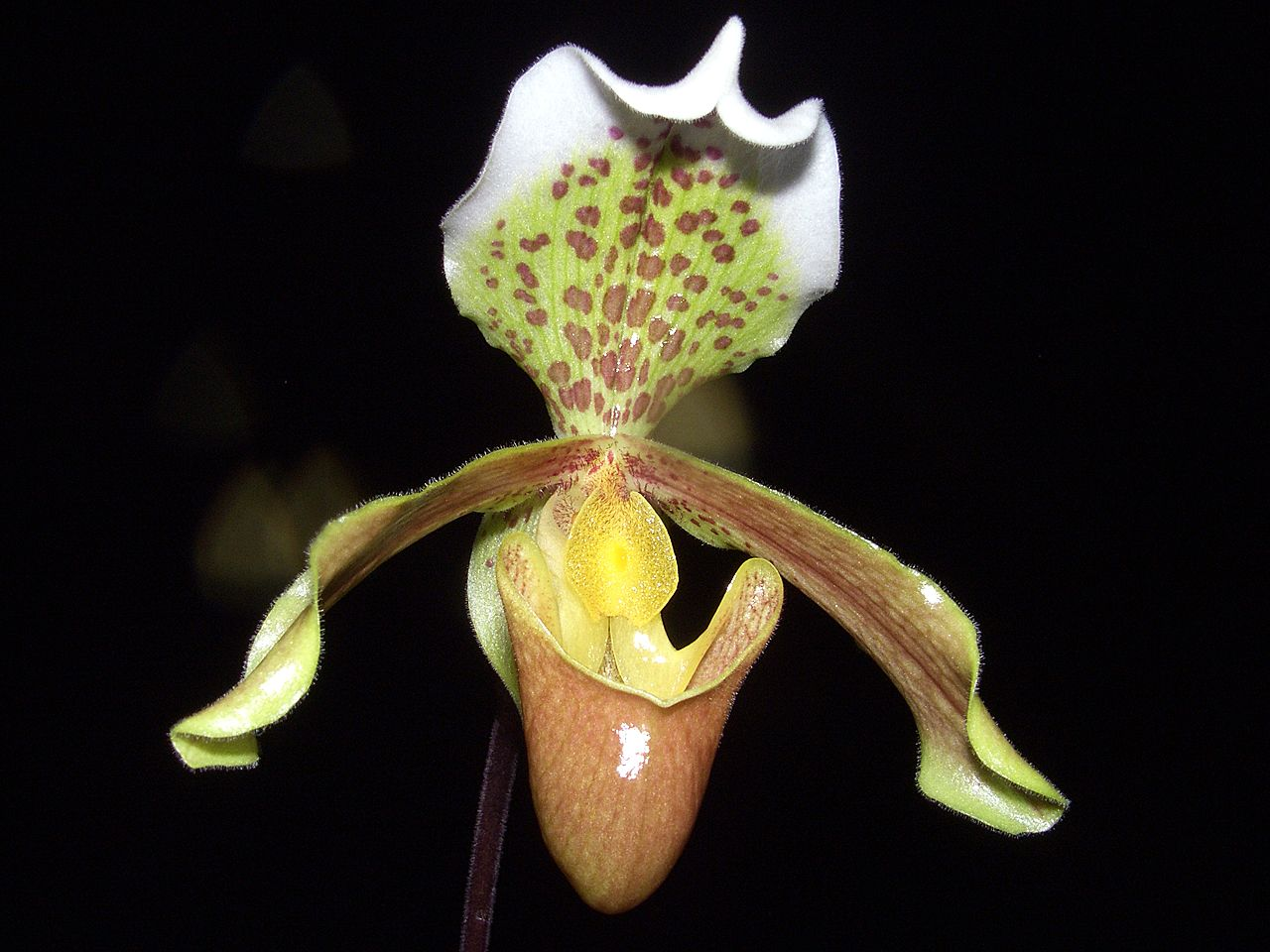
Paphiopedilum insigne
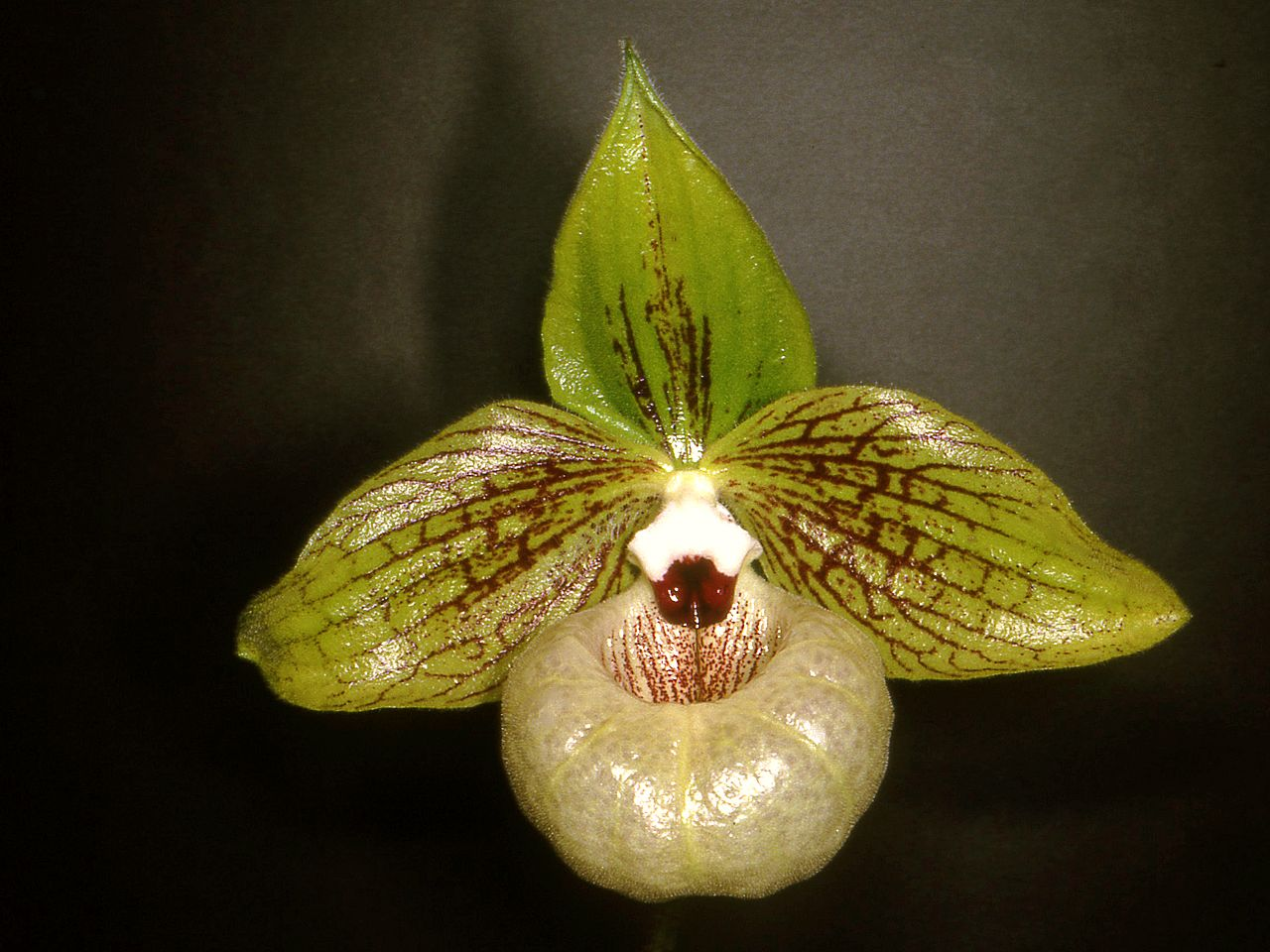
Paphiopedilum malipoense
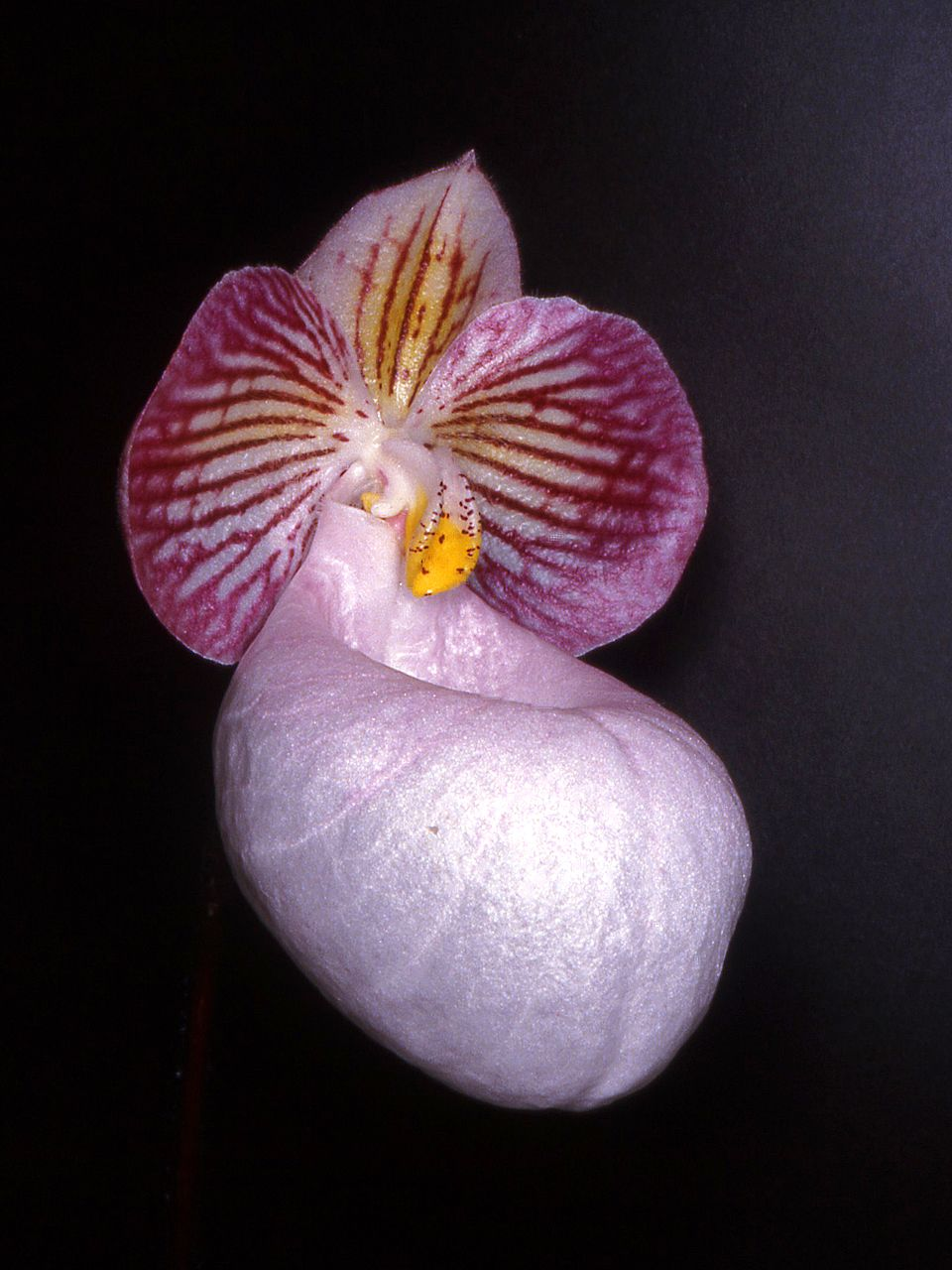
Paphiopedilum micranthum
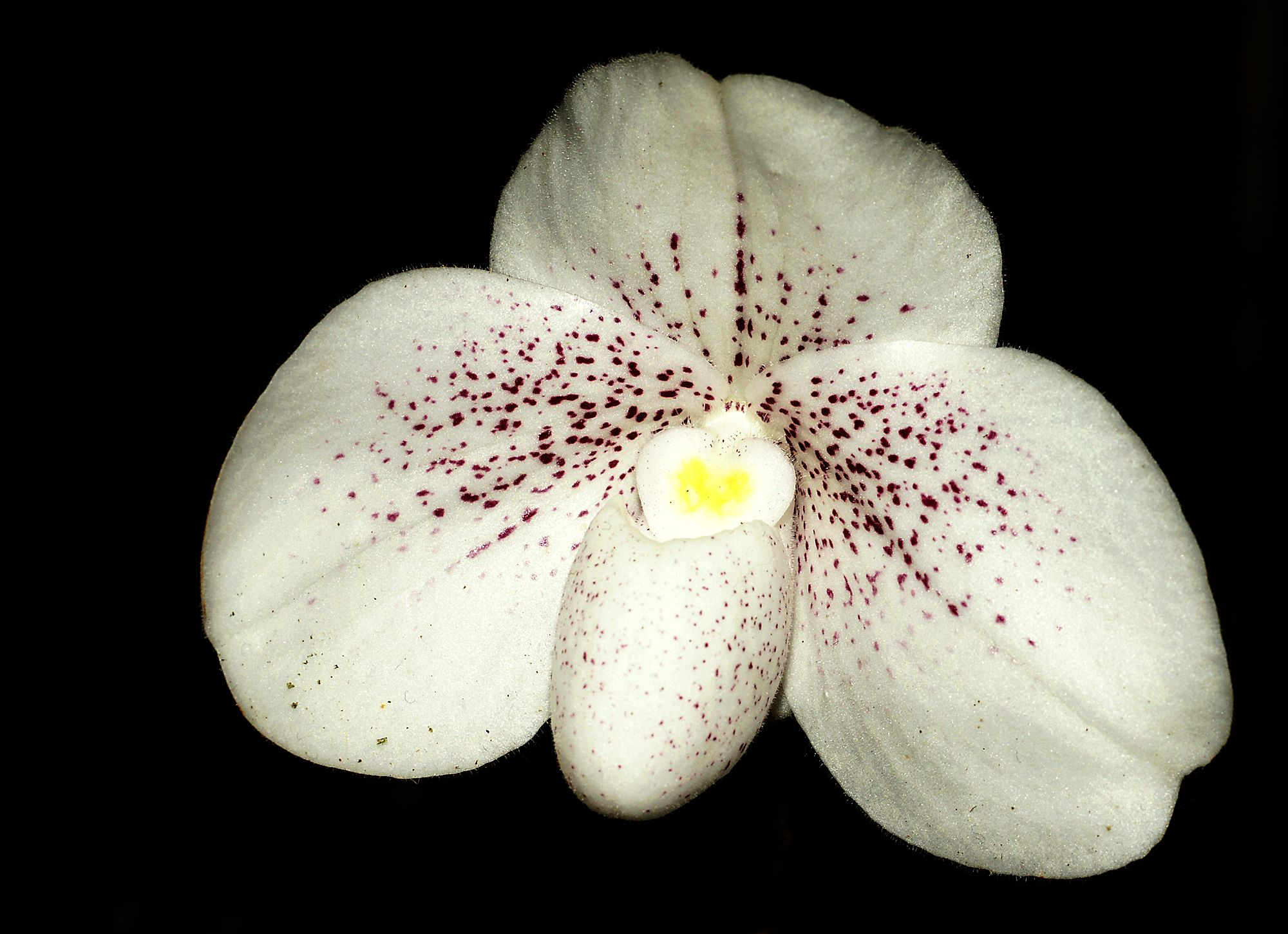
Paphiopedilum niveum
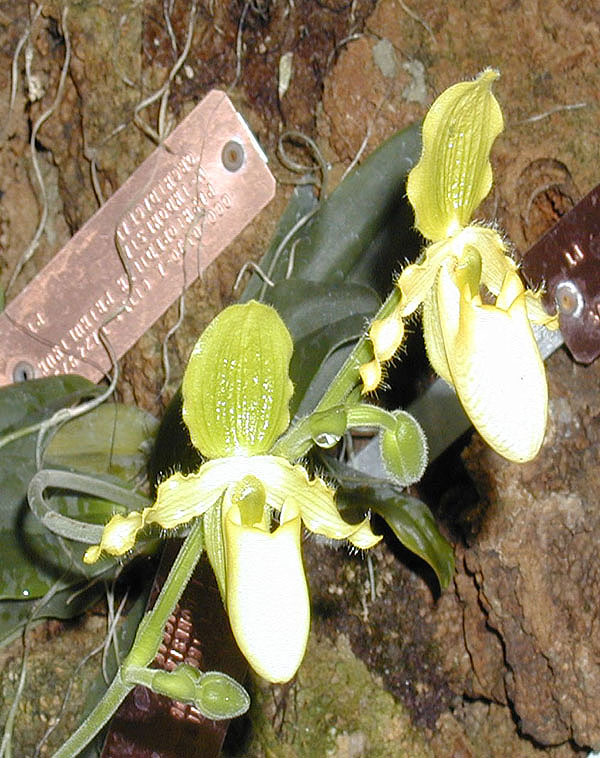
Paphiopedilum primulinum
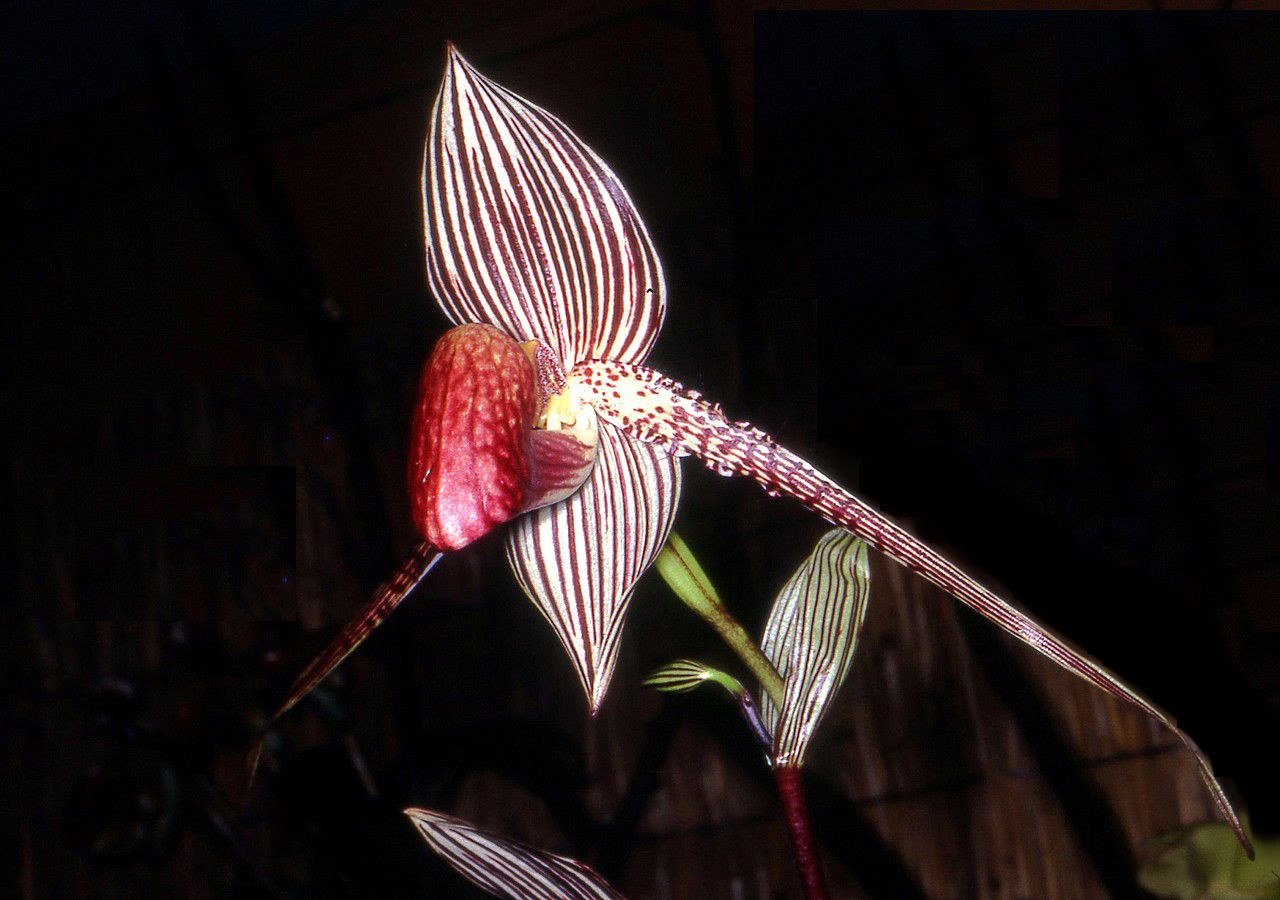
Paphiopedilum rothschildianum
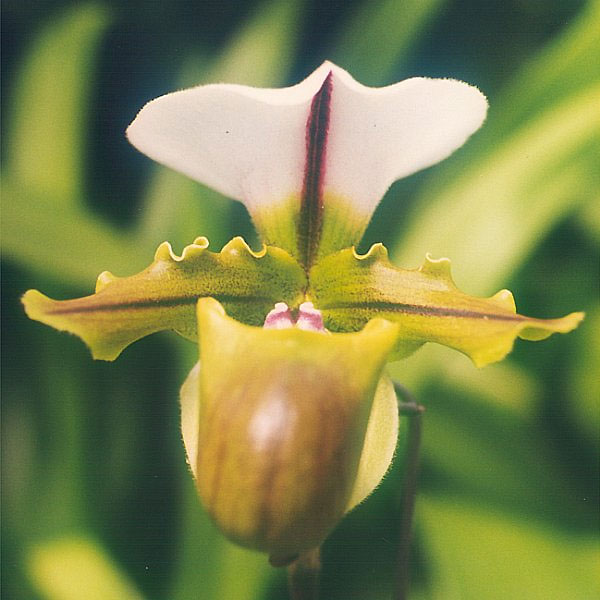
Paphiopedilum spicerianum
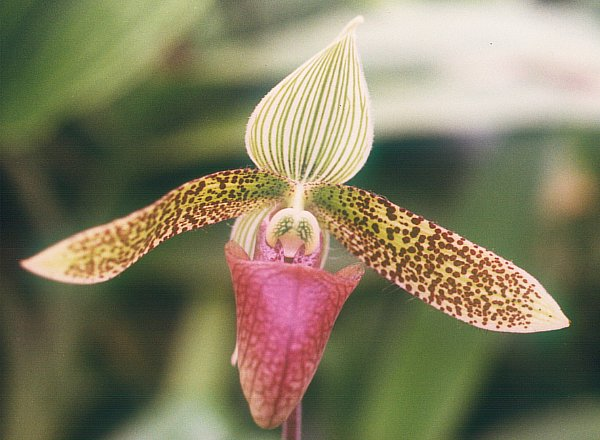
Paphiopedilum sukhakulii
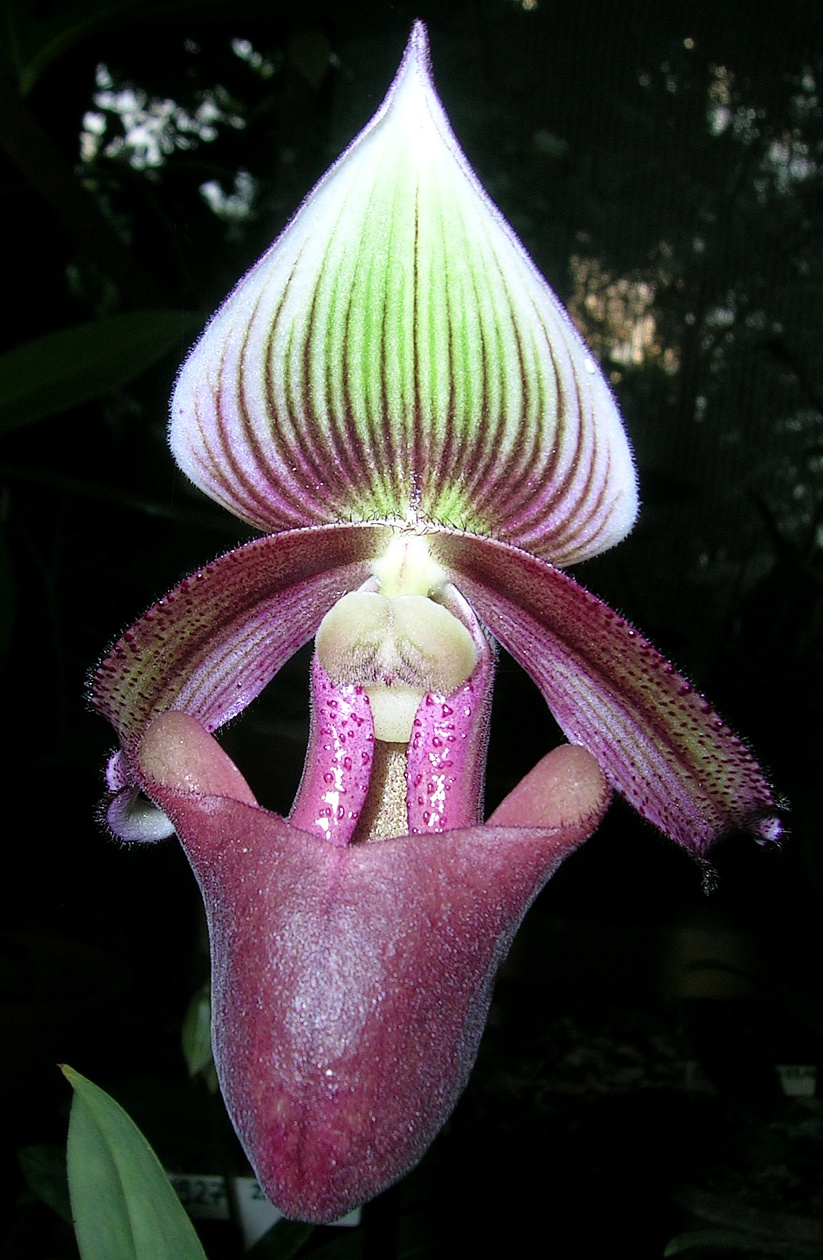
Paphiopedilum superbiens
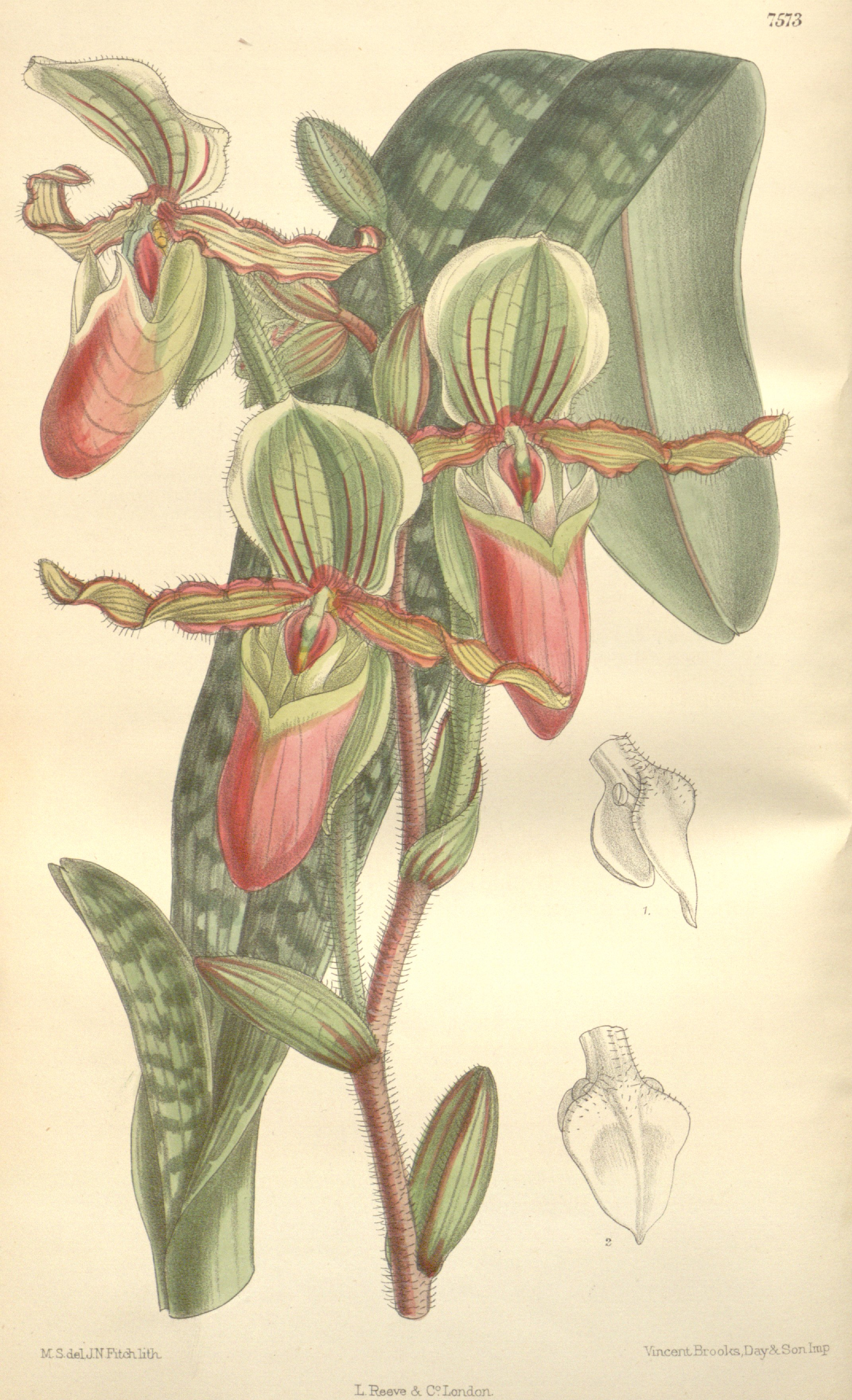
Paphiopedilum victoria-mariae
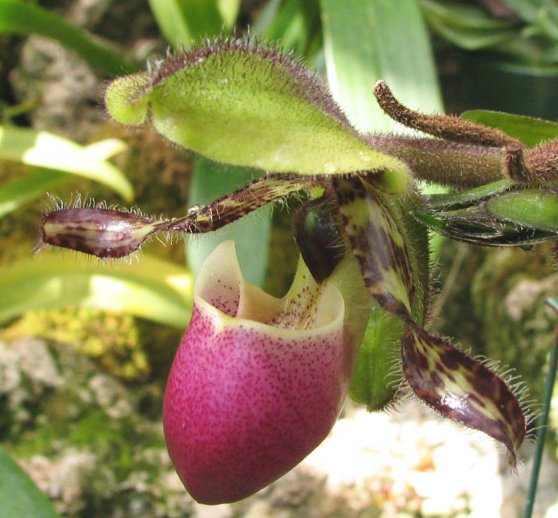
Paphiopedilum victoria-regina